# Graphisoft
Graphisoft SE è un'azienda ungherese di proprietà della Nemetschek con sede a Budapest, in Ungheria, che fornisce soluzioni software per l'industria delle costruzioni. La società è quotata nella Borsa di Budapest come GRAPHI.
Il software sviluppato da Graphisoft più conosciuto e diffuso è ArchiCAD programma 2D e 3D sviluppato espressamente per la progettazione architettonica.